# 皮特·阿鲁玛
皮特·阿鲁玛（英語：Peter Aluma，1973年4月23日—2020年2月2日），为尼日利亚前职业篮球运动员。